# Rodania
Rodania es un fabricante suizo de relojes de pulsera. La empresa se fundó en Grenchen, Suiza, una ciudad reconocida por su industria relojera. Actualmente, sus oficinas internacionales de ventas y distribución se encuentran en Braine-l'Alleud, Bélgica.

## Historia
La empresa fue fundada por la familia Baumgartner en 1930 y pronto comenzó a crecer. Gozaba de una excelente reputación y era famosa por sus líneas finas y relojes de bolsillo. Para impulsar este crecimiento, la empresa abrió oficinas de ventas en Nueva York, Montreal, Caracas, Madrid y Bruselas.
A partir de 1951, la sucursal de Bruselas quedó bajo la supervisión del Sr. Manfred Aebi, un joven inmigrante suizo que padecía poliomielitis. Aunque la dirección de la sucursal belga se concibió como una tarea temporal, su matrimonio con Simone Verlinden lo obligó a quedarse definitivamente en el país. La pareja tuvo tres hijos: Christiane, Daniël y Belinda, quienes se convirtieron en empleados de Rodania. La familia inicialmente tenía oficinas en Lombardstraat, en el corazón de Bruselas, pero posteriormente se mudó a una mansión en Wemmel.
La marca se introdujo inicialmente con el nombre Rodana. Tras un embrollo legal, cambió su nombre en 1952 a Rodania.
El cronógrafo Geometer de acero inoxidable se presentó en 1954. A pesar de su larga disponibilidad en catálogo, se fabricó en pequeñas cantidades, con una producción total estimada en menos de 1000 ejemplares. El cronógrafo está impulsado por un calibre Valjoux 72, ajustado en 3 posiciones. Esta era una característica sorprendentemente poco común en 1954, ya que la mayoría de los fabricantes utilizaban movimientos Valjoux 72 sin ajustar. Algo que demostraba su verdadera preocupación. Solo Rolex lo hacía entonces. El Geometer se fabricaba con esfera negra o plateada.
Como para todas las marcas de relojes suizos, la irrupción de relojes más económicos equipados con movimientos de cuarzo procedentes de Japón y de Extremo Oriente representó una grave amenaza para la marca. Aunque la dirección suiza luchó con ahínco por controlar la situación, el negocio comenzó a decaer rápidamente. A mediados de los noventa, la fábrica de Grenchen era solo una fracción de lo que había sido y la quiebra era inminente. Tras convertirse en líderes absolutos del mercado belga, la familia Aebi no podía permitirse la desaparición de la marca y acudió al rescate. Adquirieron la marca, las licencias y todos los derechos de autor, asegurando así su continuidad. Tras esta operación, la oficina de Bruselas se convirtió en el centro internacional de ventas y distribución.
Bajo la supervisión de la familia Aebi, la marca Rodania mantuvo su posición como actor importante en la industria relojera, y abrió con éxito una filial en Francia. También reanudaron la exportación de relojes. Tras la jubilación de Manfred y Simone Aebi, sus hijos tomaron las riendas del negocio y asumieron cargos directivos.
La empresa quería mantener su posición en el Benelux, pero también tenía mayores aspiraciones internacionales. Por ello, la familia decidió atraer capital extranjero a través del grupo inversor belgo-neerlandés BV Capital Partners. La familia vendió la empresa a este grupo y dejó de ser accionista. En 2015, fue adquirida por el inversor belga Philip Cracco.
En 2010, Rodania celebró sus 80 años de relojería y reintrodujo modelos automáticos en su colección.
En 2022, la firma fue adquirida por Vincent Gaye Company. Con sede en Bélgica, esta empresa se especializa en la distribución de joyería y relojes y pretende utilizar su experiencia en el sector para reposicionar la marca.